# Тяга Панара

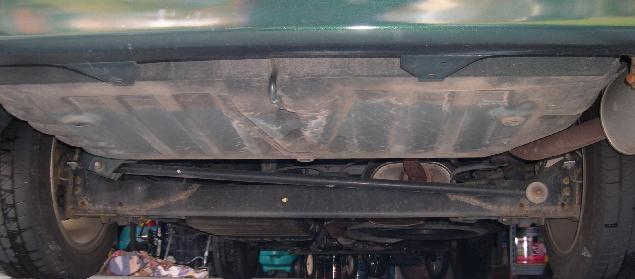
Балка заднього моста і тяга Панара на Mazda MPV (2002 рік)

Тяга Пана́ра (поперечна штанга) — це елемент конструкції автомобільної підвіски, що перешкоджає зсуву жорсткої балки моста убік. Пристрій винайшли фахівці компанії Panhard & Levassor (Франція) на початку 20-го століття і він широко використовується досі.
Одним із завдань автомобільної підвіски є забезпечення можливості колесам рухатися вертикально відносно корпусу (при русі по дорозі з нерівностями). Водночас небажаними є зміщення уздовж осі автомобіля і вбік відносно корпусу. Тяга Панара призначена для запобігання бічним зміщенням автомобільної балки моста. Це простий пристрій, що складається з жорсткого стрижня, розташованого упоперек корпуса, на кінцях якого розміщені циліндричні шарніри з осями, спрямованими паралельно осі автомобіля. Шарнір на одному кінці сполучає тягу з корпусом або рамою автомобіля, а на другому кінці сполучає тягу з балкою моста. Таке сполучення забезпечує рух балки у вертикальному напрямі при мінімальних зміщеннях у боковому напрямі.
Цей пристрій зазвичай використовується сумісно з маятниковими вилками, котрі додатково забезпечують стабілізацію положення балки в поздовжньому напрямі. Це компонування зазвичай використовується разом з підвіскою на циліндричних пружинах і не використовується у ресорній підвісці, оскільки остання сама по собі забезпечує достатню бічну жорсткість.
Перевагою тяги Панара, в порівнянні з, наприклад, механізмом Ватта, є простота конструкції. Її основний недолік полягає в тому, що вісь рухається відносно корпусу по дузі, радіус якої дорівнює довжині тяги Панара. Якщо тяга занадто коротка, то виникає помітне зміщення осі відносно корпусу на кінцевому етапі стиснення пружин підвіски. Тому тяга Панара не дуже бажана для автомобілів з вузькою колією.
Досконалішим пристроєм, хоча й схожим на тягу Панара, є механізм Ватта, який радикально зменшує бічне зміщення осі.
Деякі автомобілі, включаючи Land Rover, використовують тягу Панара як елемент конструкції на передній підвісці, де застосування механізму Ватта не бажане.